# ترشی پیاز
پیاز ترشی یک ماده غذایی متشکل از پیاز است که در محلولی از سرکه و نمک، اغلب با سایر مواد نگهدارنده و طعم دهنده ترشی شده‌است. انواعی از پیازهای ترشی سفید کوچک وجود دارد که به پیاز مرواریدی معروف هستند. به دلیل نقص، به جای هدر رفتن، ترشی می‌شوند. آنها اغلب به عنوان یک جزء ضروری از نوع کوکتل مارتینی به نام گیبسون استفاده می‌شوند.
پیاز ترشی معمولاً در سرکه مالت ترشی و پیازها حدود ۲۵ میلیمتر (۱ اینچ) در قطر. پیازهای پوست نقره ای در سرکه سفید ترشی می‌شوند و بسیار کوچکتر هستند. پیاز با اندازه کامل، به عنوان مثال، پیاز اسپانیایی، اگر ابتدا برش داده شود، می‌تواند ترشی شود.

## بر اساس کشور
در انگلستان، پیازها را به‌طور سنتی در کنار ماهی و چیپس و با ناهار شخم زن می‌خورند.
در جنوب ایالات متحده، پیاز ترشی ویدالیا را می‌توان به عنوان غذای جانبی سرو کرد.
در هنگ کنگ، پیاز ترشی در بسیاری از رستوران‌های کانتونی، به خصوص در زمان شام، به عنوان یک غذای کوچک قبل از سرو غذای اصلی سرو می‌شود.
در سوئیس، آنها را برای همراهی راکلت، همراه با ترشی خیار شور سرو می‌کنند.
در ایتالیا، آن را به عنوان "maggiolina" می‌شناسند.

در غذاهای مکزیکی، یک غذا، cebollas encurtidas، پیاز قرمز را در مخلوطی از آب مرکبات و سرکه ترشی خلال کرده و به عنوان چاشنی یا تزیین غذا سرو می‌شود. گاهی چغندر پخته شده به آن اضافه می‌شود و ظرفی با رنگ صورتی قوی تر تولید می‌کند. پیاز قرمز ترشی در آب پرتقال تلخ به ویژه نماد غذاهای یوکاتان است، جایی که از آنها به عنوان چاشنی یا چاشنی مخصوصاً برای غذاهای دریایی استفاده می‌شود.

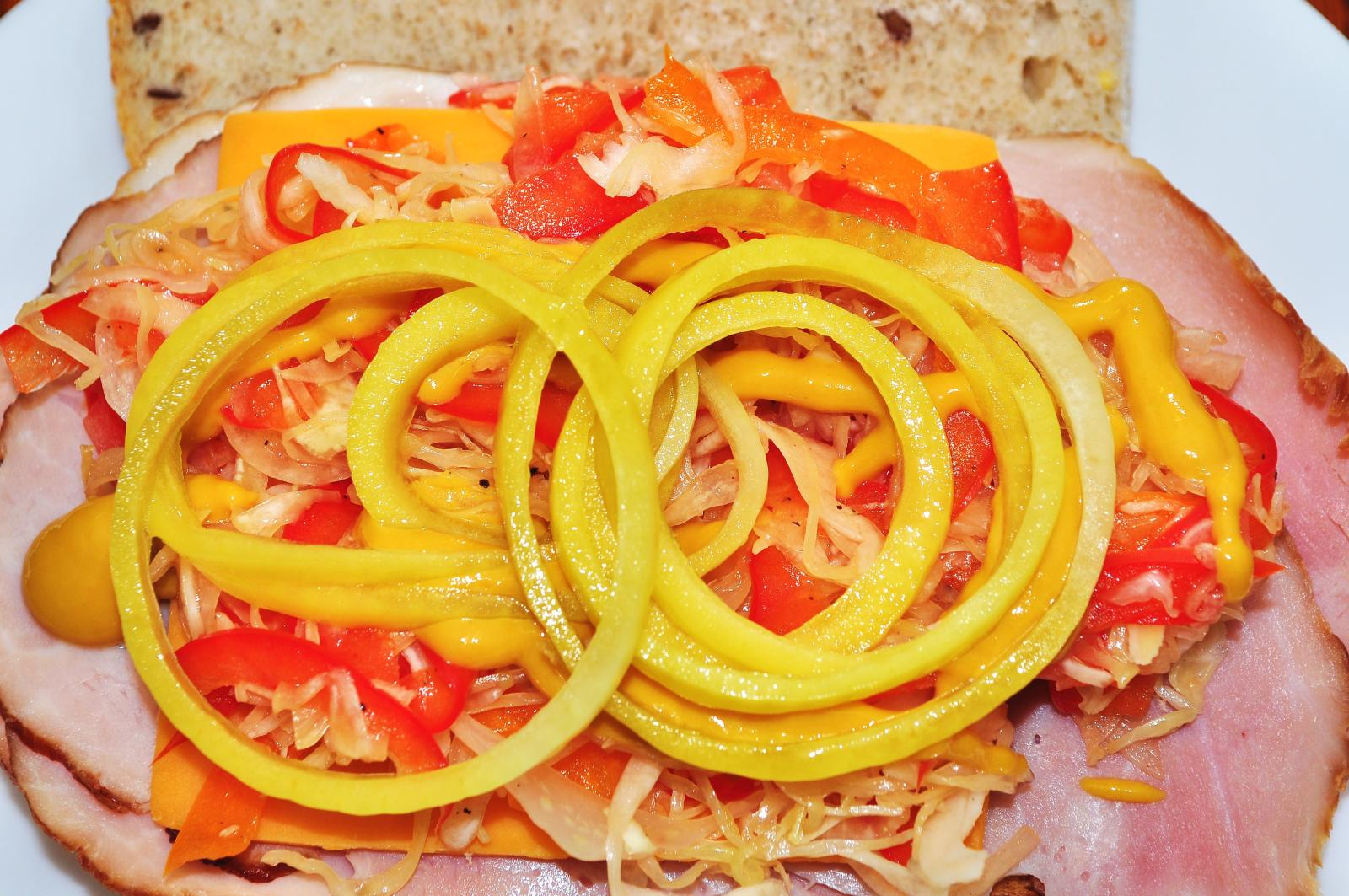
پیاز ترشی را روی یک ساندویچ برش دهید
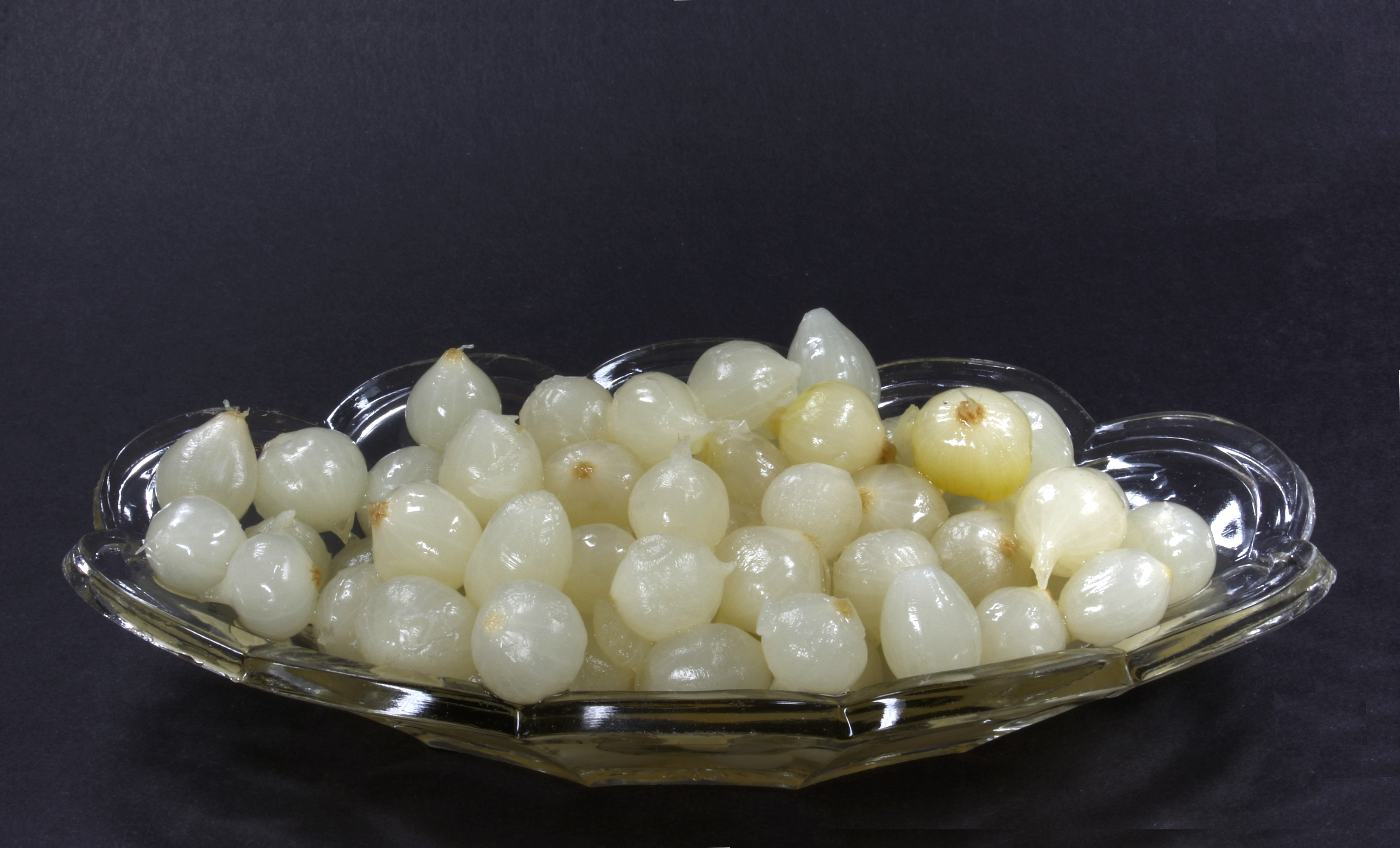
یک ظرف پیاز ترشی پوست نقره
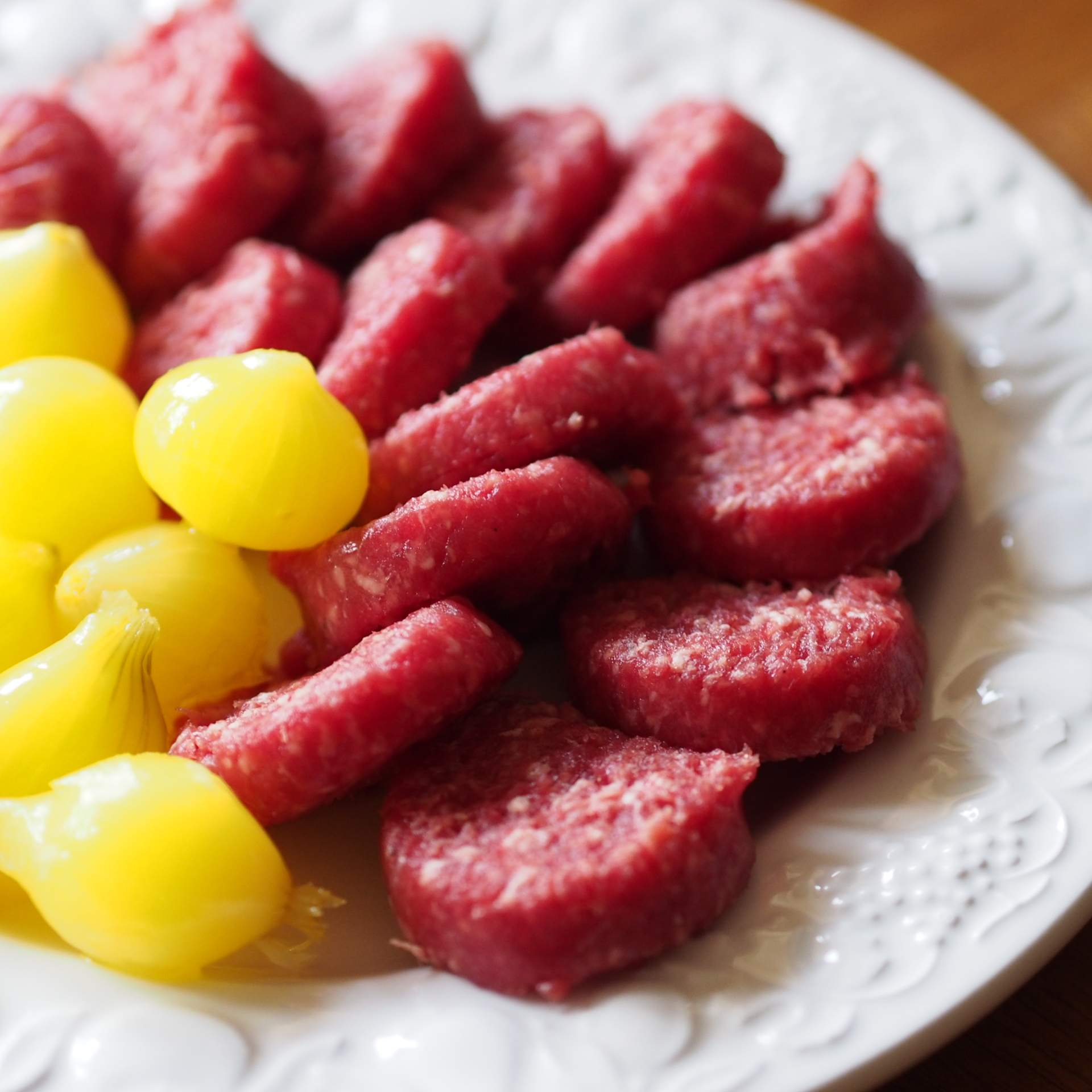
هلندی Amsterdamse uitjes (در سمت چپ): پیازهای کوچک ترشی با ادویه جات ترشی جات. رنگ زرد از زردچوبه یا زعفرانی است. در اینجا با ossenworst (گوشت چرخ کرده دودی) سرو می‌شود.